# Абоа (антарктична станція)
«Абоа» (фін. Aboa) — діюча сезонна (літня) науково-дослідна антарктична станція Фінляндії, що була створена у 1988–1989 роках. Побудована на нунатаці Басен (фін. Basen) біля гірського хребта Краулen, що на Землі Королеви Мод.
Розташована за 130 км від узбережжя та 200 м від шведської антарктичної станції Васа (дві станції разом утворюють Базу Норденшельдen та співпрацюють у дослідженнях і логістиці).
Станція була спроєктована і збудована Технічним Дослідницьким Центром Фінляндії (фін. Valtion teknillinen tutkimuslaitos), цей проєкт фінансувався Міністерством торгівлі й індустрії (фін. Ministeri Kauppa- ja teollisuusministeriö)

## Споруди станції
До складу станції входять головна будівля, 2 лабораторних контейнери, 3 житлових контейнери (1 лікарняний контейнер, що у разі потреби може помістити 1 пацієнта). Всього там може проживати від 12 до 16 людей.
Станція була збільшена і оновлена під час експедиції 2002–2003 років, коли було додано блоки сауни і ванни, радіокімнати, керівника станції, до головної будівлі було додано блок для необхідної техніки. Були оновлені кухня та електрична система. Також було побудовано 2 нових житлових контейнери (де може жити і працювати 2 дослідники), було побудовано нову систему біологічного очищення води.
Станція «Абоа» має автоматичну метеостанцію «Milos 500», що використовується для отримання даних про погодні умови для злету і посадки повітряних суден..

## Цікаві факти
На станції було споруджено першу на континенті стільникову мережу мобільного зв'язку, телефонний код +88234.